# Patrick Mackay
Pour les articles homonymes, voir Patrick Mackay (tueur en série) et MacKay.
Patrick Mackay est une personnalité la fin du XVIIIe siècle et du début du XIXe siècle de la ville de Savannah aux toutes premières heures de la Géorgie aux États-Unis. Il était agent des affaires indiennes et l'un des tout premiers planteurs de coton et possédait l'île de Sapelo.

## Biographie
En 1784, Mackay a vendu l'île de Sapelo à John Mcqueen qui lui-même la revend en 1789, avec les esclaves, à Francois Dumoussay, un Français basé à Paris, qui avait créé une plantation appartenant à la « Sapelo Company », propriétaire de nombreux esclaves. D’abord mixte, avec coton et élevage, le site se spécialise dans le coton. Thomas Spalding (1774-1851) détiendra ensuite la plus grande des plantations de Sapelo, avec en tout 500 esclaves en comptant sa plantation d'Ashantilly, près de Darien. Le recensement de 1820 lui attribue 350 esclaves et celui de 1830, 406 en tout.
C'était l'ami d'un des premiers négociants de coton de Géorgie, Francois-Didier Petit de Villers (1761-1841).